# Andrzej Gut-Mostowy

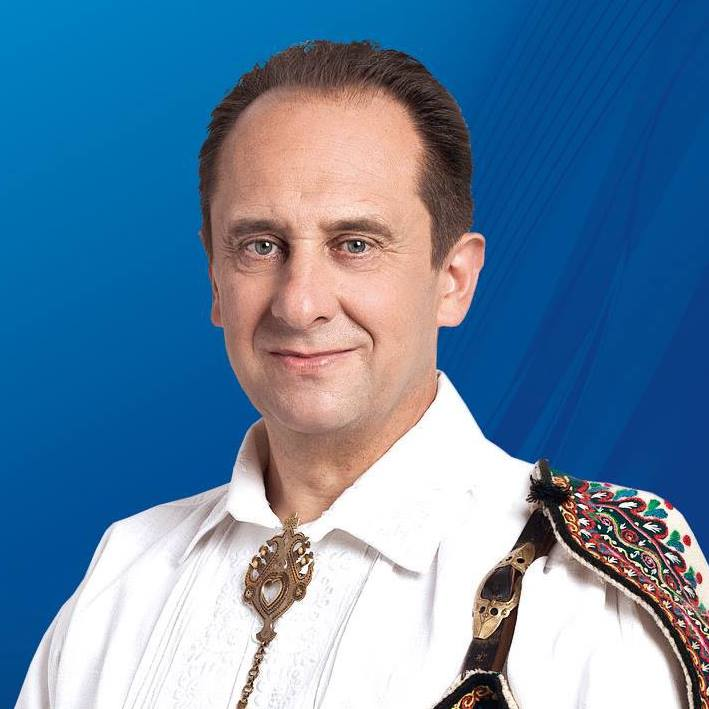
Andrzej Gut-Mostowy, 2018

Andrzej Józef Gut-Mostowy (* 30. Oktober 1960 in Zakopane) ist ein polnischer Politiker (AWS, PO, Porozumienie, OdNowa RP). Er war von 2005 bis 2015 und ist erneut sei 2019 Abgeordneter des Sejm in der V., VI., VII., IX. und X. Wahlperiode.

## Leben und Beruf
Nach dem Besuch der Fachschule für Hotelmanagement in seiner Heimatstadt Zakopane, nahm Gut-Mostowy ein Studium an der Wirtschaftsuniversität Krakau auf, das er 1986 abschloss. 2003 wurde er dort in Regionalökonomie promoviert. Seit Mitte der 1990er ist er in der Hotel- und Tourismusbranche unternehmerisch tätig. Unter anderem war er Miteigentümer des Hotels „Sabała“ in Zakopane und Gesellschafter einer Unternehmung, die den dortigen Skilift betreibt. Die Anteile übertrug er 2020 überwiegend seiner Frau, die fortan das Familienunternehmen führte. Von 2005 bis 2009 war er Vorsitzender der Kolumbusritter in Polen. Zudem ist er Mitglied des Klubs der katholischen Intelligenz.
Gut-Mostowy ist verheiratet und hat drei Söhne und eine Tochter.

## Politik
Gut-Mostowy gehörte von 1995 bis 1998 Mitglied des Stadtrats von Zakopane. Bei den Selbstverwaltungswahlen 1998 wurde er für die Akcja Wyborcza Solidarność (AWS) in den Sejmik der Woiwodschaft Kleinpolen gewählt. Bei der Parlamentswahl 2001 kandidierte er für die AWS zum Sejm. Diese scheiterte jedoch mit 5,6 % der Stimmen an der 8-%-Hürde für Wahlbündnisse. Später trat er zur Platforma Obywatelska (PO) über. Bei den Selbstverwaltungswahlen 2002 wurde er als Mitglied der PO erneut in den Sejmik gewählt. Bei der Europawahl 2004 bewarb er sich vergeblich um ein Mandat im Europaparlament.
Bei der Parlamentswahl 2005 wurde er mit 11.282 Stimmen im Wahlkreis 14 Nowy Sącz in den Sejm gewählt. Bei den Parlamentswahlen 2007 und 2011 wurde er jeweils wiedergewählt. Bei der Europawahl 2014 kandidierte er erneut erfolglos. Bei der Parlamentswahl 2015 verpasste er den Wiedereinzug in den Sejm.
Gut-Mostowy verließ 2017 die PO und schloss sich der neu gegründeten Porozumienie an und wurde regionaler Parteivorsitzender im Wahlkreis Nowy Sącz. Bei der Parlamentswahl 2019 kehrte er für die Porozumienie auf der Liste der Prawo i Sprawiedliwość (PiS) in den Sejm zurück. Im Januar 2020 wurde er zum Staatssekretär im Ministerium für wirtschaftliche Entwicklung ernannt. Im August 2021 wurde er Staatssekretär im neugebildeten Ministerium für Entwicklung und Technologie. Er verließ die Porozumienie und beteiligte sich an der Gründung der politischen Vereinigung OdNowa RP. Im Oktober 2021 wechselte er als Staatssekretär in das Ministerium für Sport und Tourismus. Als parteiloses Mitglied der OdNowa RP wurde er bei der Parlamentswahl 2023 auf der Liste der PiS erneut in den Sejm gewählt. Aufgrund des Regierungswechsels schied er nach der Wahl aus dem Amt des Staatssekretärs aus.

## Ehrungen
- 2004 Orden des Lächelns[19]